# Nati nel 2000/Aprile
| Questa pagina contiene informazioni ricavate automaticamente dalle voci biografiche con l'ausilio del template Bio e di un bot. L'aggiornamento è periodico e automatico e ricostruisce completamente la pagina. Se manca una persona in questa lista, sei pregato di non aggiungerla, ma accertati piuttosto che la sua voce biografica contenga il template Bio e che i dati anagrafici siano correttamente compilati. Se il template Bio manca, inseriscilo tu stesso o, in alternativa, metti l'avviso {{tmp\|Bio}} che ne segnala la mancanza. Se i dati riportati sono sbagliati, correggi direttamente la voce biografica; le modifiche saranno visibili in questa lista entro pochi giorni. Per chiarimenti vedi il progetto biografie. La lista contiene solo le 360 persone che sono citate nell'enciclopedia e per le quali è stato implementato correttamente il template Bio. Pagina aggiornata al 18 ago 2025. |

- 1º aprile - Ricarda Bauernfeind, ciclista su strada e pistard tedesca
- 1º aprile - Rhian Brewster, calciatore inglese
- 1º aprile - Víctor Gómez Perea, calciatore spagnolo
- 1º aprile - Elenī Kelaïditī, ginnasta greca
- 1º aprile - Karson Kendall, calciatore americo-verginiano
- 1º aprile - Guy Mbenza, calciatore congolese (Repubblica del Congo)
- 1º aprile - Barbora Seemanová, nuotatrice ceca
- 1º aprile - Iván Tona, calciatore messicano
- 2 aprile - Pascu, calciatore spagnolo
- 2 aprile - Emmaculate Achol, mezzofondista keniota
- 2 aprile - Louay Ben Hassine, calciatore tunisino
- 2 aprile - Franco Catarozzi, calciatore uruguaiano
- 2 aprile - Simone Deromedis, sciatore freestyle italiano
- 2 aprile - Biniam Girmay, ciclista su strada eritreo
- 2 aprile - Ilir Krasniqi, calciatore kosovaro
- 2 aprile - Seth Lundy, cestista statunitense
- 2 aprile - Yunusa Muritala, calciatore nigeriano
- 2 aprile - Rodrigo Riquelme Reche, calciatore spagnolo
- 2 aprile - Birk Ruud, sciatore freestyle norvegese
- 2 aprile - Josip Stanišić, calciatore tedesco
- 2 aprile - Jade Wiel, ciclista su strada e ciclocrossista francese
- 3 aprile - Brendan Adams, cestista statunitense
- 3 aprile - Andrej Ilić, calciatore serbo
- 3 aprile - Koba LaD, rapper francese
- 3 aprile - Luisa Mangold, ex sciatrice alpina tedesca
- 3 aprile - Rodrigo Montes, calciatore argentino
- 3 aprile - Kōhei Okuno, calciatore giapponese
- 3 aprile - Lucas Rosa, calciatore brasiliano
- 3 aprile - Hugo Santos, hockeista su pista portoghese
- 4 aprile - Timotej Múdry, calciatore slovacco
- 4 aprile - Cris Nievarez, canottiere filippino
- 4 aprile - Allanzinho, calciatore brasiliano
- 4 aprile - Joel Parra, cestista spagnolo
- 4 aprile - Pedro David Ramírez, calciatore argentino
- 4 aprile - Manuel Roffo, calciatore argentino
- 4 aprile - Clayton Sampaio, calciatore brasiliano
- 4 aprile - Luciano Vicentín, pallavolista argentino
- 4 aprile - Zeamsone, rapper polacco
- 5 aprile - Jurgen Ekkelenkamp, calciatore olandese
- 5 aprile - Erik Fetter, ciclista su strada e mountain biker ungherese
- 5 aprile - Tommaso Giacomel, biatleta italiano
- 5 aprile - Nick Hampton, giocatore di football americano statunitense
- 5 aprile - Naz Hillmon, cestista statunitense
- 5 aprile - Eleanor Holthaus, pallavolista statunitense
- 5 aprile - Nikola Krstović, calciatore montenegrino
- 5 aprile - Martin Marcellusi, ciclista su strada italiano
- 5 aprile - Bruny Nsimba, calciatore angolano
- 5 aprile - Brian Plat, calciatore olandese
- 5 aprile - Gregory Rousseau, giocatore di football americano statunitense
- 5 aprile - Sebastian Walukiewicz, calciatore polacco
- 6 aprile - CJ Adams, attore statunitense
- 6 aprile - Pedro Pinho, calciatore portoghese
- 6 aprile - Louis Barré, ciclista su strada francese
- 6 aprile - Léo Chú, calciatore brasiliano
- 6 aprile - Olivier Deman, calciatore belga
- 6 aprile - Fatoumata Binta Diallo, ostacolista e velocista guineana
- 6 aprile - Josh Eccles, calciatore inglese
- 6 aprile - Miká Heming, ciclista su strada tedesco
- 6 aprile - Aboubacar Keita, calciatore statunitense
- 6 aprile - Zsófia Kovács, ginnasta ungherese
- 6 aprile - Maxence Lacroix, calciatore francese
- 6 aprile - Ante Palaversa, calciatore croato
- 6 aprile - Cam Spencer, cestista statunitense
- 6 aprile - Lukas Sulzbacher, calciatore austriaco
- 6 aprile - Ángel Torres, calciatore colombiano
- 6 aprile - Inni Holm Wembstad, sciatrice alpina norvegese
- 7 aprile - Juan Artola, calciatore spagnolo
- 7 aprile - Davide Bettella, calciatore italiano
- 7 aprile - Afonso de Freitas, calciatore portoghese
- 7 aprile - Karl-Erik Jøssund, ex sciatore alpino norvegese
- 7 aprile - Tyler Linderbaum, giocatore di football americano statunitense
- 7 aprile - Park Ji-hyeon, cestista sudcoreana
- 7 aprile - Sébastien Patrice, schermidore francese
- 7 aprile - Kaito Toba, pilota motociclistico giapponese
- 7 aprile - Marshall Willock, calciatore montserratiano
- 7 aprile - Big Scarr, rapper statunitense († 2022)
- 8 aprile - Luka Cerovina, cestista serbo
- 8 aprile - Kevin Chamorro, calciatore costaricano
- 8 aprile - Elijah Klein, giocatore di football americano statunitense
- 8 aprile - Tomáš Kopecký, ciclista su strada e ciclocrossista ceco
- 8 aprile - Wissam-Amazigh Yebba, nuotatore francese
- 9 aprile - Cristian Barros, calciatore uruguaiano
- 9 aprile - Courtney Buzzerio, pallavolista statunitense
- 9 aprile - Matthew Dinham, ciclista su strada australiano
- 9 aprile - Tiago Djaló, calciatore portoghese
- 9 aprile - Jackie Evancho, mezzosoprano statunitense
- 9 aprile - Gabriele Ferrarini, calciatore italiano
- 9 aprile - Stanley Mburu, mezzofondista keniota
- 9 aprile - Brenock O'Connor, attore e cantante britannico
- 9 aprile - Zié Ouattara, calciatore ivoriano
- 9 aprile - Jemmes, calciatore brasiliano
- 9 aprile - Kaori Sakamoto, pattinatrice artistica su ghiaccio giapponese
- 9 aprile - Marion Thénault, sciatrice freestyle canadese
- 10 aprile - Surf Mesa, produttore discografico statunitense
- 10 aprile - Lisa Barbelin, arciera francese
- 10 aprile - Zuzanna Górecka, pallavolista polacca
- 10 aprile - Joey Jacobs, calciatore olandese
- 10 aprile - Nicolas Laframboise, snowboarder canadese
- 10 aprile - Gustaf Lagerbielke, calciatore svedese
- 10 aprile - Boris Lambert, calciatore belga
- 10 aprile - Jearl Margaritha, calciatore olandese
- 10 aprile - Fidias Panayiotou, politico e youtuber cipriota
- 10 aprile - Melwin Pantzar, cestista svedese
- 10 aprile - David Philipp, calciatore tedesco
- 10 aprile - Gianmarco Sansone, nuotatore italiano
- 10 aprile - Japhet Sery Larsen, calciatore danese
- 10 aprile - Abdoulaye Sylla, calciatore guineano
- 10 aprile - Oihane Valdezate, calciatrice spagnola
- 10 aprile - Seth Williams, giocatore di football americano statunitense
- 10 aprile - Adam Wilson, calciatore inglese
- 11 aprile - Milly Alcock, attrice australiana
- 11 aprile - Loïc Badé, calciatore francese
- 11 aprile - Arnau Comas, calciatore spagnolo
- 11 aprile - Tomás Galván, calciatore argentino
- 11 aprile - Morgan Lily, attrice e modella statunitense
- 11 aprile - Sebastian Hausner, calciatore danese
- 11 aprile - Eden Karzev, calciatore israeliano
- 11 aprile - Joshua Lay, mezzofondista britannico
- 11 aprile - Ken Carson, rapper e produttore discografico statunitense
- 11 aprile - Marina Lubian, pallavolista italiana
- 11 aprile - Tòfol Montiel, calciatore spagnolo
- 11 aprile - Jarno Opmeer, pilota automobilistico olandese
- 11 aprile - Nadine Riesen, calciatrice svizzera
- 11 aprile - Dani Silva, calciatore portoghese
- 11 aprile - Nikola Žižić, cestista montenegrino
- 12 aprile - Yasir Abdullah, giocatore di football americano statunitense
- 12 aprile - Charles Abi, calciatore francese
- 12 aprile - Nadia Battocletti, mezzofondista italiana
- 12 aprile - Fabrizio Caligara, calciatore italiano
- 12 aprile - Romildo Del Piage, calciatore brasiliano
- 12 aprile - Ron Harper, cestista statunitense
- 12 aprile - Illian Hernández, calciatore messicano
- 12 aprile - David Hogg, politico e attivista statunitense
- 12 aprile - Aleksa Janković, calciatore serbo
- 12 aprile - Sophia Kleinherne, calciatrice tedesca
- 12 aprile - Friedrich Moch, fondista tedesco
- 12 aprile - Joseph Ossai, giocatore di football americano nigeriano
- 12 aprile - Diego Páez, calciatore colombiano
- 12 aprile - Marija Sotskova, ex pattinatrice artistica su ghiaccio russa
- 12 aprile - Kamila Stormowska, pattinatrice di short track polacca
- 12 aprile - Samuel Suľa, calciatore slovacco
- 12 aprile - Manuel Turizo, cantante colombiano
- 12 aprile - Shallipopi, cantante e rapper nigeriano
- 12 aprile - Teya, cantante austriaca
- 13 aprile - Sara Baldi, calciatrice italiana
- 13 aprile - Michael Baldisimo, calciatore canadese
- 13 aprile - Enea Barozzi, attore italiano
- 13 aprile - Thomas, cantante italiano
- 13 aprile - Romeo Doubs, giocatore di football americano statunitense
- 13 aprile - Andrei Feldorean, saltatore con gli sci rumeno
- 13 aprile - Jhon García Sossa, calciatore boliviano
- 13 aprile - Christian Haynes, giocatore di football americano statunitense
- 13 aprile - Stephen Kelly, calciatore scozzese
- 13 aprile - Alvise Sarto, cestista italiano
- 13 aprile - Khea, rapper argentino
- 13 aprile - Ollie Sleightholme, rugbista a 15 britannico
- 13 aprile - Slobodan Tedić, calciatore serbo
- 13 aprile - João Mendes, calciatore portoghese
- 13 aprile - Facundo Torres, calciatore uruguaiano
- 13 aprile - Illja Ševcov, calciatore ucraino
- 14 aprile - Simone Alessio, taekwondoka italiano
- 14 aprile - Ariane Burri, snowboarder svizzera
- 14 aprile - Denis Bušnja, calciatore croato
- 14 aprile - Rodrigo González, calciatore argentino
- 14 aprile - Hugo Komano, calciatore francese
- 14 aprile - Lara Malsiner, saltatrice con gli sci italiana
- 14 aprile - Pavel Maslov, calciatore russo
- 14 aprile - Branco Provoste, calciatore cileno
- 14 aprile - Giovanni Sanguinetti, pallavolista italiano
- 14 aprile - Patrick Surtain II, giocatore di football americano statunitense
- 14 aprile - Gleb Syrica, pistard e ciclista su strada russo
- 15 aprile - Tyler Allgeier, giocatore di football americano statunitense
- 15 aprile - Simone Avondetto, mountain biker e triatleta italiano
- 15 aprile - Tedi Cara, calciatore albanese
- 15 aprile - Bassekou Diabaté, calciatore maliano
- 15 aprile - Volnei Feltes, calciatore brasiliano
- 15 aprile - Jermar Jefferson, giocatore di football americano statunitense
- 15 aprile - Miles Norris, cestista statunitense
- 15 aprile - Filip Petrušev, cestista serbo
- 15 aprile - Marko Rakonjac, calciatore montenegrino
- 15 aprile - Henri Vandenabeele, ciclista su strada belga
- 16 aprile - Tiago Araújo Brito, calciatore portoghese
- 16 aprile - Sara Cetinja, calciatrice serba
- 16 aprile - Dylan Collard, calciatore mauriziano
- 16 aprile - Antoñín, calciatore spagnolo
- 16 aprile - Iván Franco, calciatore paraguaiano
- 16 aprile - Giulia Ianezic, cestista italiana
- 16 aprile - Garissone Innocent, calciatore haitiano
- 16 aprile - Jang Jun, taekwondoka sudcoreano
- 16 aprile - Lorenzo Lodici, scacchista italiano
- 16 aprile - Milkesa Mengesha, maratoneta e mezzofondista etiope
- 16 aprile - Tim Staubli, calciatore svizzero
- 17 aprile - Ahmed Nadhir Benbouali, calciatore algerino
- 17 aprile - Matevž Govekar, ciclista su strada, pistard e mountain biker sloveno
- 17 aprile - Tommaso Marini, schermidore italiano
- 17 aprile - Jartavius Martin, giocatore di football americano statunitense
- 17 aprile - Miguel Nóbrega, calciatore portoghese
- 17 aprile - Justin Shorter, giocatore di football americano statunitense
- 17 aprile - Stephanie Soares, cestista brasiliana
- 17 aprile - Sorin Șerban, calciatore rumeno
- 18 aprile - Gleb Brusenskij, ex ciclista su strada kazako
- 18 aprile - Ansgar Evensen, fondista norvegese
- 18 aprile - Diego García Campos, calciatore spagnolo
- 18 aprile - Saskja Lack, sciatrice freestyle svizzera
- 18 aprile - Esteban Lepaul, calciatore francese
- 18 aprile - Isaiah Likely, giocatore di football americano statunitense
- 18 aprile - Shehab Ellethy, calciatore qatariota
- 18 aprile - Caedan Wallace, giocatore di football americano statunitense
- 19 aprile - Danyïl Alefirenko, calciatore ucraino
- 19 aprile - Grant Basile, cestista statunitense
- 19 aprile - Daniel Bîrligea, calciatore rumeno
- 19 aprile - Tobia De Angelis, attore italiano
- 19 aprile - Matthew Dixon, tuffatore britannico
- 19 aprile - Josh Downs, giocatore di football americano statunitense
- 19 aprile - Gabriel Díaz, calciatore argentino
- 19 aprile - Andreia Faria, calciatrice portoghese
- 19 aprile - Jakub Kraska, nuotatore polacco
- 19 aprile - Victor Larsson, calciatore svedese
- 19 aprile - Azzedine Ounahi, calciatore marocchino
- 19 aprile - Tomás Paçó, giocatore di calcio a 5 portoghese
- 19 aprile - Delfina Pignatiello, ex nuotatrice argentina
- 19 aprile - Lucas Pinheiro Braathen, sciatore alpino norvegese
- 19 aprile - Cedric Tillman, giocatore di football americano statunitense
- 19 aprile - Federico Tognacci, cestista italiano
- 20 aprile - Ochai Agbaji, cestista statunitense
- 20 aprile - Jon Barrenetxea, ciclista su strada spagnolo
- 20 aprile - Arno Claeys, ex ciclista su strada belga
- 20 aprile - Stefan Colakovski, calciatore macedone
- 20 aprile - Nils Fröling, calciatore svedese
- 20 aprile - Matías Gallardo, calciatore uruguaiano
- 20 aprile - Klara Hammarström, cantante svedese
- 20 aprile - Brodie Hofer, pallavolista canadese
- 20 aprile - Matthew Hurt, cestista statunitense
- 20 aprile - Mikael Jantunen, cestista finlandese
- 20 aprile - Axelina Johansson, pesista svedese
- 20 aprile - Théo Ndicka Matam, calciatore francese
- 20 aprile - Tom Reyners, calciatore belga
- 20 aprile - Leon van den Hoven, calciatore neozelandese
- 21 aprile - Rahim Ali, calciatore indiano
- 21 aprile - Keanin Ayer, calciatore sudafricano
- 21 aprile - Manos Chatzīdakīs, cestista greco
- 21 aprile - Alex Cochrane, calciatore inglese
- 21 aprile - Igor Drobnjak, cestista montenegrino
- 21 aprile - Jago Geerts, pilota motociclistico belga
- 21 aprile - Francisca Jorge, tennista portoghese
- 21 aprile - Théo Leoni, calciatore belga
- 21 aprile - Luanzinho, calciatore brasiliano
- 21 aprile - Atle Lie McGrath, sciatore alpino norvegese
- 21 aprile - Santiago Moreno, calciatore colombiano
- 21 aprile - Pedro Pelágio, calciatore portoghese
- 21 aprile - Nemo Schiffman, cantante e attore francese
- 21 aprile - Tré Turner, giocatore di football americano statunitense
- 21 aprile - Payton Wilson, giocatore di football americano statunitense
- 21 aprile - Artūrs Žagars, cestista lettone
- 21 aprile - Sean Zawadzki, calciatore statunitense
- 22 aprile - Michail Ageev, calciatore russo
- 22 aprile - Miguel Figueira, calciatore brasiliano
- 22 aprile - Logan Hall, giocatore di football americano statunitense
- 22 aprile - Bilal Hussein, calciatore svedese
- 22 aprile - Franco Israel, calciatore uruguaiano
- 22 aprile - Rogail Joseph, ostacolista e velocista sudafricana
- 22 aprile - Daniel Liberal, calciatore angolano
- 22 aprile - Sayfallah Ltaief, calciatore svizzero
- 22 aprile - Asier Martínez, ostacolista spagnolo
- 22 aprile - Rashee Rice, giocatore di football americano statunitense
- 22 aprile - Colin Rösler, calciatore norvegese
- 22 aprile - Antonio Sefer, calciatore rumeno
- 22 aprile - William Tidball, pistard e ciclista su strada britannico
- 23 aprile - Preslav Borukov, calciatore bulgaro
- 23 aprile - Chloe Kim, snowboarder statunitense
- 23 aprile - Oscar Lombardot, biatleta francese
- 23 aprile - Warmed Omari, calciatore francese
- 23 aprile - Franco Romero, calciatore argentino
- 24 aprile - Mansor Al-Beshe, calciatore saudita
- 24 aprile - Oluwatobiloba Alagbe, calciatore nigeriano
- 24 aprile - Filip Bilbija, calciatore tedesco
- 24 aprile - Ivan Dolček, calciatore croato
- 24 aprile - Marcellus Earlington, cestista statunitense
- 24 aprile - Alessandro Fancellu, ciclista su strada italiano
- 24 aprile - Timo Hager, giocatore di football americano svizzero
- 24 aprile - Julija Hatoŭka, tennista bielorussa
- 24 aprile - Darrell Luter Jr., giocatore di football americano statunitense
- 24 aprile - Roberto López Alcaide, calciatore spagnolo
- 24 aprile - Hadj Mahmoud, calciatore tunisino
- 24 aprile - Fernando Romero, calciatore paraguaiano
- 24 aprile - Courtney Sarault, pattinatrice di short track canadese
- 24 aprile - David Sombé, velocista francese
- 24 aprile - Liucija Vaitukaitytė, calciatrice lituana
- 25 aprile - Nikolas Agrafiotis, calciatore serbo
- 25 aprile - Luka Bajic, pallanuotista croato
- 25 aprile - Emīls Birka, calciatore lettone
- 25 aprile - Rémi Cuche, sciatore alpino svizzero
- 25 aprile - Landon Dickerson, giocatore di football americano statunitense
- 25 aprile - Henri Drell, cestista estone
- 25 aprile - Juan Cruz Díaz Espósito, calciatore argentino
- 25 aprile - Jung Da-bin, attrice sudcoreana
- 25 aprile - Jovan Kokir, calciatore serbo
- 25 aprile - Dejan Kulusevski, calciatore svedese
- 25 aprile - Hélio Júnio, calciatore brasiliano
- 25 aprile - Tuomas Ollila, calciatore finlandese
- 25 aprile - Nicolò Parisini, ciclista su strada italiano
- 25 aprile - Joshua Ramos, calciatore americo-verginiano
- 25 aprile - Giorgia Rimi, cestista italiana
- 25 aprile - Rani Rosius, velocista belga
- 25 aprile - Oihan Sancet, calciatore spagnolo
- 25 aprile - Georgij Omarovič Tibilov, lottatore russo
- 25 aprile - Javonte Williams, giocatore di football americano statunitense
- 25 aprile - Wu Jingyan, sincronetta cinese
- 26 aprile - Maicon, calciatore brasiliano
- 26 aprile - Nora Brand, sciatrice alpina tedesca
- 26 aprile - Antonio Alejandro Díaz Campos, calciatore cileno
- 26 aprile - Hrístos Frantzeskákis, martellista greco
- 26 aprile - Paolo Garbisi, rugbista a 15 italiano
- 26 aprile - Celina Haller, sciatrice alpina italiana
- 26 aprile - Oliwia Kiołbasa, scacchista polacca
- 26 aprile - Federico Miaschi, cestista italiano
- 26 aprile - Louise Myrling, ex sciatrice alpina svedese
- 26 aprile - Timi Zajc, saltatore con gli sci sloveno
- 26 aprile - Manuel Zuliani, rugbista a 15 italiano
- 27 aprile - Benaya Alerini, giocatore di football americano svizzero
- 27 aprile - David Beckmann, pilota automobilistico tedesco
- 27 aprile - Alfred Canales, calciatore cileno
- 27 aprile - Antonio Candela, calciatore italiano
- 27 aprile - Josué Duverger, calciatore canadese
- 27 aprile - Tomas Kalinauskas, calciatore lituano
- 27 aprile - Annik Kälin, multiplista e lunghista svizzera
- 27 aprile - Heitor Marinho dos Santos, calciatore brasiliano
- 27 aprile - Hugo Martínez, calciatore paraguaiano
- 27 aprile - Julián Mavilla, calciatore argentino
- 27 aprile - Tanner McKee, giocatore di football americano statunitense
- 27 aprile - Bruninho, calciatore brasiliano
- 27 aprile - Giordana Sorrentino, pugile italiana
- 28 aprile - Ousseni Bouda, calciatore burkinabé
- 28 aprile - Felipe Cairus, calciatore uruguaiano
- 28 aprile - Ellie Carpenter, calciatrice australiana
- 28 aprile - Victoria De Angelis, bassista e disc jockey italiana
- 28 aprile - Andreas Ilves, combinatista nordico estone
- 28 aprile - Marius Iosipoi, calciatore moldavo
- 28 aprile - Emil Kornvig, calciatore danese
- 28 aprile - Nathan Kuta, cestista olandese
- 28 aprile - Anni Kärävä, sciatrice freestyle finlandese
- 28 aprile - Brian Leizza, calciatore argentino
- 28 aprile - Marta Murru, nuotatrice artistica italiana
- 28 aprile - Jayden Reed, giocatore di football americano statunitense
- 28 aprile - Ella Rutherford, calciatrice inglese
- 28 aprile - Eldar Šehić, calciatore bosniaco
- 29 aprile - Birri Abera, mezzofondista etiope
- 29 aprile - Jarrick Bernard-Converse, giocatore di football americano statunitense
- 29 aprile - Myles Cole, giocatore di football americano statunitense
- 29 aprile - Rhyne Howard, cestista statunitense
- 29 aprile - Marko Kelemen, calciatore slovacco
- 29 aprile - Santiago Núñez, calciatore argentino
- 29 aprile - Aitor Paredes, calciatore spagnolo
- 30 aprile - Timur Boguslavskij, pilota automobilistico russo
- 30 aprile - Calebe, calciatore brasiliano
- 30 aprile - Dean James, calciatore olandese
- 30 aprile - Thabiso Monyane, calciatore sudafricano
- 30 aprile - Babacar Niasse, cestista francese
- 30 aprile - Pedro Pedraza, calciatore messicano
- 30 aprile - Corbin Strong, ciclista su strada e pistard neozelandese